# Senam Okudzeto
Senam Okudzeto (Chicago, 1972) è un'artista statunitense.

## Biografia
Senam Okudzeto è un'artista internazionale e scrittrice.
Ha trascorso la sua infanzia vivendo tra il Ghana, la Nigeria, il Regno Unito e gli Stati Uniti d'America, ora si divide tra Basilea, Londra, New York e Accra.
Si è diplomata presso la Slade School di Belle Arti a Londra e ha conseguito una laurea all'interno del programma di studio del Whitney Museum a New York.
Nel 2003/2004 è stata insignita di un premio alla ricerca al Radcliffe Institute per gli Studi Avanzati all'Università di Harvard.
Okudzeto ha insegnato in scuole e università in Europa, Stati Uniti ed Africa occidentale e ha ricevuto numerosi premi e riconoscimenti, inclusa la Residenza per Artisti allo Studio Museum ad Harlem nel 2000/2001, il premio Pollock Krasner nel 2002 e, nello stesso anno, la Residenza presso la Stiftung Laurenz Haus a Basilea.
E membro del collettivo artistico Tropical Goth con Adam Lehner e Ania Soliman e fondatrice di Art in Social Structures, una ONG internazionale che si occupa di iniziative mirate all'educazione e progetti di sviluppo sociale in Ghana attraverso fondi provenienti da artisti.
Tra i progetti recenti una personale al Kunstraum Lakeside a Klagenfurt, Austria (2009), al PS1 Moma di New York nella mostra Portes-Oranges (2007), alla Dak'Art Bienalle in Senegal (2006), nella quale ha rappresentato gli USA con il lavoro Capitalism and Schizophrenia.
La sua installazione The Dialectic of Jubilation è stata esposta ad Africa Remix al Centre Pompidou (2005), e il lavoro Long Distance Lover è stato esposto allo Studio Museum in Harlem (2001).